# Nguyên tố vi lượng
Nguyên tố vi lượng, còn được gọi là vi lượng tố (tiếng Anh: trace element, còn được gọi là minor element) là một nguyên tố hóa học có nồng độ (hoặc các cách đo lượng khác) rất thấp. Chúng được phân thành hai nhóm: thiết yếu và không thiết yếu. Các nguyên tố vi lượng cần thiết cho nhiều quá trình sinh lý và sinh hóa ở cả thực vật và động vật. Các nguyên tố vi lượng không chỉ đóng vai trò trong các quá trình sinh học mà còn đóng vai trò là chất xúc tác tham gia vào các cơ chế oxy hóa khử.
Nguyên tố vi lượng là các nguyên tố hóa học cần thiết cho sự phát triển và hoạt động bình thường của cơ thể con người và các sinh vật khác, nhưng chỉ cần ở lượng rất nhỏ. Chúng thường chiếm một phần triệu (ppm) hoặc thậm chí ít hơn trong cơ thể. Một số nguyên tố vi lượng quan trọng bao gồm:
1. Sắt (Fe): Quan trọng trong việc tạo hemoglobin, giúp vận chuyển oxy trong máu.
2. Kẽm (Zn): Cần thiết cho chức năng miễn dịch, tổng hợp protein và phân chia tế bào.
3. Đồng (Cu): Tham gia vào quá trình hình thành hemoglobin và collagen, cũng như hoạt động của hệ thống miễn dịch.
4. Iốt (I): Cần thiết cho sự tổng hợp hormone tuyến giáp, điều chỉnh quá trình trao đổi chất.
5. Selen (Se): Chống oxi hóa, bảo vệ tế bào khỏi sự tổn thương và hỗ trợ chức năng tuyến giáp.
6. Mangan (Mn): Tham gia vào quá trình hình thành xương, chuyển hóa amino axit, cholesterol và carbohydrate.
7. Molypden (Mo): Cần thiết cho hoạt động của một số enzyme quan trọng trong cơ thể.

Thiếu hụt các nguyên tố vi lượng có thể dẫn đến nhiều vấn đề sức khỏe nghiêm trọng. Ví dụ, thiếu sắt có thể gây thiếu máu, thiếu iốt có thể dẫn đến bệnh bướu cổ và suy giáp, trong khi thiếu kẽm có thể làm suy yếu hệ thống miễn dịch.
Nguyên tố vi lượng thường được cung cấp qua chế độ ăn uống, thông qua các loại thực phẩm như thịt, cá, rau củ, và ngũ cốc. Việc duy trì một chế độ ăn cân đối và đa dạng thường đủ để đảm bảo cung cấp đầy đủ các nguyên tố vi lượng cần thiết cho cơ thể.